# Jaroslava Maxová
Jaroslava Maxová (* 6. dubna 1957 Moravská Třebová) je česká operní pěvkyně-mezzosopranistka a pěvecká pedagožka. Další používaná jména: Jaroslava Horská, Jaroslava Horská-Maxová.

## Biografie
Jaroslava Maxová studovala zpěv soukromě u barytonisty Hynka Maxy, žáka italského pěvce Fernanda Carpiho. V roce 1980 pak absolvovala Pedagogickou fakultu Univerzity Palackého – obor český jazyk a hudební výchova (titul Mgr.). Od roku 1980 do roku 1984 studovala Vysokou školu múzických umění v Bratislavě (titul MgA.). Již v době svých studií na VŠMU vystupovala ve Slovenském národním divadle, po absolutoriu v roce 1986 zde přijala angažmá a okamžitě byla obsazována do stěžejních rolí především světového repertoáru. V roce 1988 zpívala koncert z děl L. Perosiho pro sv. otce Jana Pavla II. v jeho letním sídle v Castel Gandolfo. V sezóně 1994 hostovala na festivalu v Bregenzu v Zandonaiově opeře Francesca di Rimini. Hostovala na operních scénách a koncertních pódiích v Itálii, Německu, Holandsku, Španělsku, Francii, Švýcarsku, Rakousku, Maďarsku, Rusku, Turecku a Izraeli s řadou dirigentů světového jména (M. Atzmon, A. Sacchetti, A. Parott, H. Soudant, A. Jóo, F. Nagy, Z. Košler, J. Bělohlávek, O. Dohnányi, J. Wildner, A. Stöhr aj.). Spolupracuje s rozhlasem, televizí, gramofonovými firmami, např. s londýnskou Romantic Robot (Alexander Goldscheider).
V roce 1994 se stala sólistkou Národního divadla. Z rolí, které zde nastudovala, připomeňme Olgu v Oněginovi, Cherubína ve Figarově svatbě, Lolu v Sedláku kavalírovi, Radmilu v Libuši, Maddalenu v Rigolettovi, Octaviana v Růžovém kavalírovi, slečnu Donnithornovou v Daviesově komorní hudebně-dramatické skladbě Vrtoch slečny Donnithornové, několik rolí v Klusákově aktovce Zpráva pro akademii, Filoménu v aktovce Bohuslava Martinů Dvakrát Alexandr, Médium v Daviesově monodramatu, Hátu v Prodané nevěstě atd.
Pedagogickou praxi získala během pěti let jako profesorka sólového zpěvu na Konzervatoři Jaroslava Ježka v Praze. Vyučováním zpěvu se zabývá i v současné době.

## Diskografie
- 2009 Goldscheider, Alexander: Song of Songs. [CD]. London, United Kingdom: Romantic Robot
- 2005 Wagner, Richard: Der Ring des Nibelungen [John Fiore, dirigent] [CD]. Praha, Česko: Národní divadlo
- 2002 Klusák, Jan: Zpráva pro akademii, Bertram a Mescalinda. [Přemysl Charvát, dirigent] [CD]. Praha, Česko: Národní divadlo.
- 1997 Donizetti, Gaetano: Messa da Requiem. [Alexander Rahbari, dirigent] [CD]. Wien, Österreich: KOCH International
- 1997 Zandonai, Riccardo: Francesca da Rimini. [Fabio Luisi, dirigent] [CD]. Wien, Österreich: KOCH International
- 1989 Lorenzo Perosi: Stabat Mater, Dies Iste, L'Inno della Pace. [Arturo Sacchetti, dirigent] [CD]. Vaticano, Italia: FREQUENZ
- 1986 Wolfgang Amadeus Mozart: Requiem [Zdeněk Košler, dirigent] [CD]. Československo: OPUS

## Spolupráce s dirigenty
- Sir Charles Mackerras
- Moshe Atzmon
- Arturo Sacchetti
- Andrew Parrot
- Hubert Soudant
- Arpad Jóo
- Ferenc Nagy
- Otakar Kudrna
- Zdeněk Košler
- Jiří Bělohlávek
- Oliver Dohnányi
- Libor Pešek
- Johannes Wildner
- Andreas Stöhr
- Přemysl Charvát
- Alexander Rahbari
- Fabio Luisi
- John Fiore
- Jiří Kout

## Spolupráce s hudebními skladateli
- Alexander Goldscheider
- Peter Maxwell Davies
- Jan Klusák
- Alexander Rudajev